# На семи вітрах (фільм)
«На семи вітрах» — радянський кінофільм 1962 року, військова драма, класика жанру про Німецько-радянську війну. Добра і яскрава історія кохання, історія простого героїзму, і за оцінкою критиків, один з кращих фільмів Станіслава Ростоцького.

## Сюжет
Світлана вирушає з Владивостока в невелике містечко на заході країни. Поспішає до свого нареченого Ігоря. Але червень 1941 року підірвав мирне життя. Світлана приїжджає, а кохану людину за військовими обставинами в місті вже немає. І стала Світлана чекати його в двоповерховому будиночку на околиці містечка. У міру наближення фронту цей притулок «на семи вітрах» стає то редакцією фронтової газети, то госпіталем. А коли містечко зробилося прифронтовим, Світлана стала бійцем…

## У ролях
- Лариса Лужина — Світлана Андріївна Івашова
- В'ячеслав Тихонов — В'ячеслав Павлович Суздалєв, капітан
- В'ячеслав Невинний — Юрій Петрович Зубарєв, капітан
- Михайло Трояновський — Вальдемар Янович Петерсон, полковий комісар
- Софія Пилявська — Доллі Максимівна Петрова
- Маргарита Струнова — Зіночка
- Лідія Савченко — Ксенія Шарова
- Клара Лучко — Наталія Михайлівна Гусєва, військовий хірург
- Світлана Дружиніна — Тоня Байкова, медсестра
- Людмила Чурсіна — Настя, медсестра
- Маргарита Жарова — Ксенія Шарова, блондинка на балу
- Володимир Заманський — Володимир Петрович Васильєв, старший лейтенант
- Леонід Биков — Гаркуша, кулеметник
- Валентин Пєчніков — старшина Гречко
- Анатолій Ромашин — Костя
- Анатолій Ігнатьєв — Семагіна
- Бімболат Ватаев — рядовий Мамакаєв
- Віктор Павлов — солдат Митя Огольцов
- Клавдія Лепанова — медсестра Клавочка
- Павло Винник — майор Сотник
- Віктор Маркін — Шурик-заїк, асистент хірурга
- Аркадій Трусов — поранений
- Олексій Сафонов — старший військового патруля
- Савелій Крамаров — солдат патруля і поранений боєць в госпіталі
- Герман Полосков — Ваня Макаров
- Гаррі Дунц — Лаврентьєв
- Станіслав Коренєв — Аркаша Кисельов
- Володимир Прокоф'єв — Лапін
- Олександр Титов — літній солдат
- Юрій Дубровін — поранений лейтенант, Сенечка
- Борис Савченко — епізод (дебют в кіно)

## Знімальна група
- Режисер-постановник:  Станіслав Ростоцький
- Сценаристи:  Станіслав Ростоцький,  Олександр Галич (в 1970—1980-х роках вилучено з титрів фільму)
- Директор фільму:  Михайло Литвак
- Художник-постановник: Сергій Серебреніков
- Оператор-постановник:  В'ячеслав Шумський
- Композитор:  Кирило Молчанов
- Текст пісень:  Олександр Галич
- Звукорежисер: Микола Озорнов
- Монтажер: Валентина Миронова